# Winfield (town, New York)
Pour les articles homonymes, voir Winfield.
Winfield est une ville située dans le comté de Herkimer, dans l'État de New York, aux États-Unis,. En 2010, elle comptait une population de 2 086 habitants.

## Démographie
Lors du recensement de 2010, la ville comptait une population de 2 086 habitants. Elle est estimée, en 2014, à 2 128 habitants.